# Isabelle Gatti de Gamond
Isabelle Laure Gatti de Gamond (París, 28 de julio de 1839 - Uccle, 11 de octubre de 1905) fue una educadora, feminista y política belga .

## Biografía
Isabelle Gatti fue la segunda de cuatro hijas de Giovanni Gatti, artista italiano y de una escritora feminista Zoé de Gamond, de Bruselas. Nació en París, su familia se trasladó a Bruselas cuando ella tenía cinco años, después de haber perdido su fortuna en un fallido falansterio —una comunidad utópica inspirada en los escritos del socialista utópico Charles Fourier— en Císter.
Su madre, inspectora de escuelas para niñas, murió en 1854, y la pobreza de la familia obligó a Gatti a buscar empleo. Lo encontró en Polonia trabajando como institutriz con una familia noble polaca. Fue en este momento cuando se convirtió en autodidacta y se enseñó a sí misma griego antiguo, latín y filosofía.
Regresó a Bruselas en 1861 y continuó su educación siguiendo cursos públicos organizados por el gobierno de la ciudad. Sus ideas sobre la educación ya se habían formado y en 1862 lanzó la revista L'Education de la Femme (Educación de la mujer), que defendió la causa de la escolarización de las niñas.
En 1864, con la ayuda económica del Ayuntamiento, puso en marcha los primeros cursos sistemáticos de educación secundaria femenina (Cours d'Éducation pour jeunes filles). Excepcionalmente para la Bélgica de la época, esta empresa fue completamente independiente de la Iglesia católica y proporcionó la primera educación secular organizada para mujeres en Bélgica.
La prensa católica se opuso a su trabajo, pero la escuela fue un éxito. Entre los profesores estaban Marie Popelin, Henriette Dachsbeck y Anna-Augustine Amoré, madre de Marie Janson. El alcalde de Bruselas, Charles Buls, fue un partidario incondicional y ayudó en la creación de una sección preuniversitaria avanzada en 1891.
Miembro del Comité de la Federación Nacional de Pensadores Libres, participó en el trabajo de Libre Pensamiento y fue en particular al Congreso Internacional de Libre Pensamiento en Madrid en 1892. Formó parte del comité de supervisión del Orfanato Racionalista desde su fundación en 1893. En 1900, se convirtió en su directora, un cargo que asumió hasta su muerte. Fue bajo su dirección que se creó la primera escuela primaria mixta, anexa al orfanato, y construyó el anexo en la rue Marconi, en ese momento rue Verte.
En un texto de 1903, describió los métodos educativos implementados en el Orfanato: «¿Cuál será el orfanato laico? El antiguo sistema educativo tenía la fórmula: religión y sacerdote; lo nuevo tendrá como lema: la higiene y el médico. (...) Cuando la vieja pedagogía habla de represión y castigo, la nueva habla de atención vigilante y cuidado físico». Las características principales de estos nuevos establecimientos se bosquejaron en Cempuis y se reprodujeron en Forest-Brussels: coeducación, instrucción racional, trabajo manual, cultivo de los sentidos a través de la música y el dibujo, viajes, canciones, etc.
Gatti se retiró del trabajo educativo en 1899 y entró en política como activista del Partido Obrero belga. Su apoyo al sufragio universal de adultos no contó con el apoyo de la dirección del partido,que esperaba que las mujeres votaran por el Partido Católico .
Murió el 11 de octubre de 1905, después de ser  operada quirúrgicamente. Su funeral fue la ocasión de una reunión imponente y fue Madeleine Pelletier quien pronunció el elogio masónico en nombre de la logia "Diderot". 
Legó su fortuna entre tres organizaciones: el Orfanato Racionalista, el Curso de enfermeras racionalistas creado por César De Paepe y el Libre Pensamiento. Está enterrada en Uccle donde la calle donde vivía lleva su nombre.

## Premios y reconocimientos
En 2005 en las encuestas realizadas por las estaciones de televisión belgas para buscar a los mejores belgas, fue votada en el puesto 55 en De Grootste Belg, el programa en neerlandés, y en el puesto 88 en Le plus grand Belge, el programa en francés.